# Moreno
Moreno ist ein Familienname und männlicher Vorname.

## Namensträger

### Vorname
- Moreno Argentin (* 1960), italienischer Radrennfahrer
- Moreno Costanzo (* 1988), Schweizer Fußballspieler
- Moreno Hofland (* 1991), niederländischer Radrennfahrer
- Moreno Merenda (* 1978), Schweizer Fußballspieler
- Moreno Torricelli (* 1970), italienischer Fußballspieler und -trainer
- Moreno Winterstein (* 1963), französischer Jazzgitarrist

### Pseudonym
- Moreno (Fußballspieler) (eigentlich João Miguel da Cunha Teixeira; * 1981), portugiesischer Fußballspieler

### A
- Adinson Mosquera Moreno, kolumbianischer Basketballspieler
- Adrià Botella Moreno (* 1993), spanischer Footballspieler
- Agustín Moreno (* 1967), mexikanischer Tennisspieler
- Agustín Moreno Verduzco (1939–2024), mexikanischer Fußballspieler
- Alberto Moreno (Wasserspringer) (1950–2016), kubanischer Wasserspringer
- Alberto Moreno (* 1992), spanischer Fußballspieler
- Alejandro Moreno (Schachspieler) (* 1966), kubanisch-US-amerikanischer Schachspieler
- Alejandro Moreno (Fußballspieler, 1979) (* 1979), venezolanischer Fußballspieler
- Alejandro Moreno (Fußballspieler, 1986) (* 1986), spanischer Fußballspieler
- Alejandro Moreno (Rennfahrer) (* 1972), mexikanischer Rennfahrer
- Alejandro Moreno (Rugbyspieler) (* 1973), argentinisch-italienischer Rugby-Union-Spieler
- Alejandro Moreno Cárdenas (* 1975), mexikanischer Politiker
- Álex Moreno (* 1993), spanischer Fußballspieler
- Alexa Moreno (* 1994), mexikanische Kunstturnerin
- Alfredo Moreno (* 1956), chilenischer Manager und Politiker
- Alfredo Baquerizo Moreno (1859–1951), ecuadorianischer Politiker, Präsident von Ecuador (1916–1920)
- Alfredo David Moreno (1980–2021), argentinischer Fußballspieler
- Amando Moreno (* 1995), salvadorianischer Fußballspieler
- Andrés Fernández Moreno (* 1986), spanischer Fußballspieler, siehe Andrés Fernández (Fußballspieler, Dezember 1986)
- Ángel Turrado Moreno (1903–1961), spanischer römisch-katholischer Ordensgeistlicher, Apostolischer Vikar von Machiques
- Ángeles Moreno Barranquero (* 1999), spanische Tennisspielerin
- Anselmo Moreno (* 1985), panamaischer Boxer
- Antonio Moreno (Gitarrist) (um 1872 –1937), Flamencogitarrist, Begleitgitarrist der Tänzerin Juana la Maccarona
- Antonio Moreno (Schauspieler, 1887) (1887–1967), eigentlich Antonio Garrido Monteagudo Moreno, spanisch-amerikanischer Schauspieler und Regisseur, Stummfilm- und Hollywoodstar
- Antonio Moreno (Schauspieler, 1924) (* 1924), eigentlich Secundino Antonio Moreno Sacristán, spanischer Hörspielakteur, Synchronsprecher und Schauspieler
- Antonio Moreno Casamitjana (1927–2013), chilenischer Geistlicher, römisch-katholischer Erzbischof von Concepción
- Antonio Moreno Guerrero (* 1964), spanischer Dichter
- Antonio Montero Moreno (1928–2022), spanischer Geistlicher, römisch-katholischer Erzbischof von Mérida-Badajoz
- Antonio Moreno Sánchez (* 1983), spanischer Fußballspieler
- Antonio Moreno Zermeño (* 1961), mexikanischer Journalist
- Antônio Carlos Moreno (* 1948), brasilianischer Volleyballspieler
- Arantza Moreno (* 1995), spanische Speerwerferin
- Armando Moreno (Musiker) (1921–1990), argentinischer Tangosänger
- Armando Moreno (Schauspieler) (1925–1994), spanischer Schauspieler
- Armando Moreno (Schriftsteller) (1932–2017), portugiesischer Schriftsteller
- Armando Moreno Gómez (1919–1994), spanischer Schriftsteller, Schauspieler und Regisseur
- Aroa Moreno Durán (* 1981), spanische Schriftstellerin

### B
- Baldomero Fernández Moreno (1886–1950), argentinischer Arzt und Schriftsteller
- Bernie Moreno (* 1967), US-amerikanischer Politiker (Republikanische Partei)
- Buddy Moreno (1912–2015), US-amerikanischer Sänger und Bigband-Leader
- Byron Moreno (* 1969), ecuadorianischer Fußballschiedsrichter

### C
- Camila Moreno (* 1985), chilenische Sängerin
- Cande Moreno (* 2000), andorranische Skirennläuferin
- Carla Moreno (* 1976), brasilianische Triathletin
- Carlos Moreno (Sänger) (1936–2015), argentinischer Tangosänger
- Carlos Moreno (Schauspieler) (1938–2014), argentinischer Schauspieler und Regisseur
- Carlos Moreno (Urbanist) (* 1959), französisch-kolumbianischer Forscher, Wissenschaftler und Hochschullehrer
- Carlos Moreno (Dirigent), brasilianischer Dirigent
- Carlos Moreno (Fußballspieler, 1992) (Carlos Moreno Gómez, * 1992), spanischer Fußballspieler
- Carlos Moreno (Fußballspieler, 1998) (Carlos Agustín Moreno Luna, * 1998), mexikanischer Fußballspieler
- Carlos Moreno, Jr. (* 1971), US-amerikanischer Schauspieler
- Carlos António Moreno, guinea-bissauischer Diplomat
- Carlos Bernardo Moreno (* 1967), chilenischer Leichtathlet
- Carlos Horacio Moreno (* 1948), argentinischer Fußballspieler
- Carlos J. Moreno (* 1946), US-amerikanisch-kolumbianischer Mathematiker
- Carlos Sánchez Moreno (* 1986), kolumbianischer Fußballspieler, siehe Carlos Sánchez (Fußballspieler, 1986)
- Carmen Moreno (* 1938), mexikanische Diplomatin
- Catalina Sandino Moreno (* 1981), kolumbianische Schauspielerin
- César Fernández Moreno (1919–1985), argentinischer Schriftsteller
- Chino Moreno (* 1973), US-amerikanischer Musiker
- Cristián Moreno (* 1998), kolumbianischer Langstreckenläufer

### D
- Daida Ruano Moreno (* 1977), spanische Windsurferin, siehe Moreno Twins
- Daniel Moreno (* 1981), spanischer Radrennfahrer
- Dario Moreno (1921–1968), türkischer Sänger und Schauspieler
- David López Moreno (* 1982), spanischer Fußballspieler, siehe David López (Fußballspieler, 1982)
- Dayro Moreno (* 1985), kolumbianischer Fußballspieler
- Didier Moreno (* 1991), kolumbianischer Fußballspieler
- Diego Moreno (* 1987), venezolanischer Baseballspieler
- Dylan Moreno (* 1977), gibraltarischer Fußballspieler

### E
- Eduardo Moreno (* 1944), mexikanischer Schwimmer
- Eli Johana Moreno (* 1985), kolumbianische Hammerwerferin
- Élisabeth Moreno (* 1970), französisch-kapverdische Geschäftsfrau und Politikerin, Ministerin in Frankreich 2020 bis 2022
- Eliseo Moreno (1959–1987), US-amerikanischer Mörder
- Emilio Carrere Moreno (1881–1947), spanischer Schriftsteller
- Enrique Moreno (1963–2012), spanischer Fußballspieler
- Ezequiel Moreno y Díaz (1848–1906), spanischer Ordensgeistlicher, Bischof und Heiliger

### F
- Federico Moreno Torroba (1891–1982), spanischer Komponist

- Francisco Moreno (Rennfahrer), argentinischer Rennfahrer

- Francisco Moreno (Schauspieler) (Paco Moreno; 1882–1941), spanisch-amerikanischer Schauspieler
- Francisco Moreno Barrón (* 1954), mexikanischer Geistlicher
- Francisco Moreno Capdevila (1926–1995), spanisch-mexikanischer Künstler
- Francisco Moreno Fernández (Militär) (1883–1945), spanischer Militär
- Francisco Moreno Fernández (Linguist) (* 1960), spanischer Soziolinguist
- Francisco Moreno Galván (1925–1999), spanischer Dichter und Maler
- Francisco Moreno Martínez (* 1931), spanischer Radrennfahrer
- Francisco Moreno Zulueta (1880–1963), spanischer Politiker und Jurist
- Francisco Pascasio Moreno (1852–1919), argentinischer Geograph und Anthropologe, siehe Perito Moreno
- Francisco Villar García-Moreno (1948–2011), spanischer Politiker (PP)
- Frank Moreno (* 1965), kubanischer Judoka

### G
- Gabriel Moreno Horcajada (* 1951), spanischer Botaniker und Pilzkundler
- Gabriel García Moreno (1821–1875), ecuadorianischer Politiker, Präsident 1859 bis 1865 und 1869 bis 1875
- Gabriela Moreno (* im 20. Jahrhundert), peruanische Fußballschiedsrichterassistentin
- Gaby Moreno (* 1981), guatemaltekische Sängerin, Songschreiberin und Gitarristin
- Geiner Moreno (* 2000), kolumbianischer Leichtathlet
- Gerard Moreno (* 1992), spanischer Fußballspieler
- Giovanni Moreno (* 1986), kolumbianischer Fußballspieler

### H
- Hector Moreno (Pianist), argentinisch-italienischer Pianist
- Héctor Moreno (Leichtathlet) (Héctor José Moreno Moreno; * 1963), kolumbianischer Geher
- Hector Moreno (Cellist), US-amerikanischer Cellist
- Héctor Moreno (Fußballspieler) (Héctor Alfredo Moreno Herrera; * 1988), mexikanischer Fußballspieler
- Héctor Velázquez Moreno (1922–2006), mexikanischer Architekt
- Henri Moreno (1878–1950), französischer Turner
- Humberto Moreno (1903–1983), chilenischer Fußballspieler

### I
- Iballa Ruano Moreno (* 1977), spanische Windsurferin, siehe Moreno Twins
- Irene Moreno (* 1952), US-amerikanische Ruderin
- Iván Moreno (Leichtathlet) (* 1942), chilenischer Leichtathlet
- Iván Moreno (Fußballspieler, 1981) (* 1981), spanischer Fußballspieler
- Iván Moreno (Rennfahrer) (* 1989), spanischer Rennfahrer
- Iván Moreno (Fußballspieler, 1998) (* 1998), mexikanischer Fußballspieler

### J
- Jaime García-Moreno (* 1966), mexikanischer Biologe
- Jaime Moreno (Fußballspieler, 1974) (Jaime Moreno Morales, * 1974), bolivianischer Fußballspieler
- Jaime Moreno (Fußballspieler, 1995) (Jaime José Moreno Ciorciari, * 1995), nicaraguanischer Fußballspieler
- Jacob Levy Moreno (1889–1974), österreichisch-US-amerikanischer Arzt, Psychiater und Begründer des Psychodramas
- Jacqueline Moreno (* 2001), schwedische Handballspielerin
- Javi Moreno (* 1974), spanischer Fußballspieler
- Javier Moreno (* 1984), spanischer Radrennfahrer
- Javier Campos Moreno (* 1959), chilenischer Schachspieler
- Javier Márquez Moreno (* 1986), spanischer Fußballspieler, siehe Javi Márquez
- Javier Tucat Moreno (* 1973), argentinischer Musiker
- Joaquín Moreno (* 1973), mexikanischer Fußballspieler und -trainer
- Johan Moreno (* 1991), venezolanischer Fußballspieler
- John Moreno (Tennisspieler), US-amerikanischer Tennisspieler
- John Moreno (Politiker) (1927–1999), US-amerikanischer Politiker
- John Moreno (Schauspieler) (* 1939), britischer Schauspieler
- Jorge Moreno (Schauspieler) (1916–1992), US-amerikanischer Filmschauspieler
- Jorge Alberto Negrete Moreno (1911–1953), mexikanischer Sänger und Schauspieler, siehe Jorge Negrete
- Jorge Andújar Moreno (* 1987), spanischer Fußballspieler, siehe Coke (Fußballspieler)
- José Moreno (Fußballspieler, 1962) (* 1962), ecuadorianischer Fußballspieler
- José Moreno (Fußballspieler, 1981) (* 1981), kolumbianischer Fußballspieler
- José Moreno (Fußballspieler, 1982) (* 1982), venezolanischer Fußballspieler
- José Moreno Carbonero (1860–1942), spanischer Maler
- José Moreno Periñán (* 1969), spanischer Radsportler
- José Moreno Sánchez (* 1993), spanischer Radsportler
- José Moreno Villa (1887–1955), spanischer Dichter, Übersetzer, Künstler, Archivar und Hochschullehrer
- José G. Moreno de Alba (1940–2013), mexikanischer Romanist
- José Joaquín Moreno Verdú (* 1975), spanischer Fußballspieler, siehe Josico
- José Manuel Moreno Fernández (Charro; 1916–1978), argentinischer Fußballtrainer
- José Miguel Asimbaya Moreno (* 1959), ecuadorianischer Geistlicher, Militärbischof
- José de los Santos Mauricio Moreno (1957–2019), dominikanischer Baseballspieler, u. a. der MLB
- José Miguel Moreno (* 1955), spanischer Lautenist und Gitarrist
- José Querubin Moreno (* 1959), kolumbianischer Geher
- Josetxo Moreno (1954–2016), spanischer Filmverleiher
- Joyce Moreno (* 1948), brasilianische Musikerin
- Juan Moreno (Journalist) (* 1972), deutscher Journalist
- Joan Antoni Moreno (* 2000), spanischer Kanute
- Juan Carlos Moreno Cabrera (* 1956), spanischer Linguist
- Juan Moreno Fernández (* 1996), spanischer Fußballspieler
- Juan Moreno Rodríguez (* 1967), spanischer Handballtrainer
- Juan de la Cruz Ignacio Moreno y Maisonave (1817–1884), spanischer Kardinal der römisch-katholischen Kirche
- Juan Francisco Moreno (* 1988), spanischer Fußballspieler, siehe Juanfran (Fußballspieler, 1988)
- Juan Gutiérrez Moreno (* 1976), spanischer Fußballspieler, siehe Juanito (Fußballspieler, 1976)
- Juan Manuel Moreno Bonilla (* 1970), spanischer Politiker der konservativen PP
- Juan Miguel Moreno (* 1971), US-amerikanischer Taekwondoin
- Juan Pablo Moreno Mosquera (* 1997), kolumbianischer Volleyballspieler
- Juanito Moreno (* 1954), kolumbianischer Fußballspieler
- Julio Moreno (Fechter) (1903–1963), chilenischer Fechter
- Julio Moreno (Leichtathlet), chilenischer Weitspringer
- Julio Moreno (Baseballspieler) (1921–1987), US-amerikanischer Baseballspieler
- Julio Moreno (Rennfahrer) (* 1995), ecuadorianischer Automobilrennfahrer
- Julio Alberto Moreno (* 1958), spanischer Fußballspieler
- Julio Enrique Moreno (1879–1952), ecuadorianischer Politiker, Präsident 1926 und 1940
- Júnior Moreno (* 1993), venezolanischer Fußballspieler
- Justo Moreno (* 1952), peruanischer Sportschütze

### K
- Karla Moreno (* 1988), nicaraguanische Gewichtheberin
- Katerine Moreno (* 1974), bolivianische Schwimmerin

### L
- Laura del Carmen Moreno (* 1978), mexikanische Kunstturnerin
- Leda Moreno (* 1945), mexikanische Sängerin
- Lenín Moreno (* 1953), ecuadorianischer Politiker, Präsident 2017 bis 2021
- Leonardo Moreno (* 1973), kolumbianischer Fußballspieler
- Leticia Moreno (* 1985), spanische Violinistin
- Lucio Moreno Quintana (1898–1979), argentinischer Jurist und Richter
- Luis Moreno (Fußballspieler) (* 1981), panamaischer Fußballspieler
- Luis Moreno Fernández (* 1950), spanischer Soziologe und Politikwissenschaftler
- Luis Moreno Mansilla (1959–2012), spanischer Architekt
- Luis Moreno Moreno (1934–1996), kolumbianischer Religionsführer
- Luis Moreno Ocampo (* 1952), argentinischer Jurist
- Luis Alberto Moreno (* 1953), kolumbianischer Politiker und Bankmanager
- Luis Antonio Moreno Huila (* 1970), kolumbianischer Fußballspieler
- Luis Oliva Moreno († 2010), peruanischer Sänger
- Luis Sánchez-Moreno Lira (1925–2009), peruanischer Geistlicher, Erzbischof von Arequipa
- Luisa Moreno (1907–1992), guatemaltekische Gewerkschafterin in den Vereinigten Staaten und soziale Aktivistin

### M
- Manuel Moreno (Politiker) (1782–1857), argentinischer Diplomat und Politiker
- Manuel Moreno (Leichtathlet) (Manuel Moreno Sánchez; * 1967), spanischer Leichtathlet
- Manuel Moreno (Fußballspieler) (* 1992), guatemaltekischer Fußballspieler
- Manuel Moreno Jiménez (* 1929), genannt Manuel Morao, spanischer Flamenco-Gitarrist
- Manuel Gómez-Moreno (1870–1970), spanischer Historiker und Epigraphiker
- Marcelo Moreno (* 1987), bolivianisch-brasilianischer Fußballspieler
- Marco Antonio Rodríguez Moreno (* 1973), mexikanischer Fußballschiedsrichter
- Margarida Moreno (* 1968), andorranische Hochspringerin

- María Moreno (1933–2020), spanische Malerin
- María Moreno (Schriftstellerin) (1947), argentinische Schriftstellerin
- María Moreno Coralta (* 1952), salvadorianische Schwimmerin
- María de los Angeles Moreno (1945–2019), mexikanische Politikerin
- María Florencia Moreno (* 1990), argentinische Rollstuhltennisspielerin
- María Isabel Moreno (* 1981), spanische Radrennfahrerin
- Mariano Moreno (Politiker) (1778–1811), argentinischer Patriot, Politiker, Anwalt und Journalist
- Mariano Moreno García (1938–2023), spanischer Ordensgeistlicher, Prälat von Cafayate
- Mariano Moreno Mateo (1895–1971), spanischer Anwalt und Politiker
- Mario Moreno (1911–1993), mexikanischer Schauspieler, Sänger, Komiker und Filmproduzent, siehe Cantinflas
- Mario Moreno (Fußballspieler) (1935–2005), chilenischer Fußballspieler
- Mario Moreno (Fußballspieler, 1944), kolumbianischer Fußballspieler
- Marlos Moreno (* 1996), kolumbianischer Fußballspieler
- Matías Moreno (Maler) (Matías Moreno González; 1840–1906), spanischer Maler und Bildhauer
- Matías Moreno (Fußballspieler) (Matías Agustín Moreno; * 2003), argentinischer Fußballspieler
- Matthew Moreno (* 2003), bermudischer Fußballspieler
- Mauricio Moreno (* 1977), kolumbianischer Schwimmer
- Mavrick Moreno (* 1999), US-amerikanischer Schauspieler
- Miguel Moreno (1596–1655) spanischer Schriftsteller
- Miguel Andres Moreno (* 1977), spanischer Futsaltrainer
- Miguel Ángel Moreno (* 1977), salvadorianischer Judoka
- Mike Moreno (* 1978), US-amerikanischer Jazzmusiker
- Morgana Moreno (* 1990), brasilianische Flötistin und Komponistin

### N
- Nazario Moreno González (1970–2014), mexikanischer Drogenhändler
- Nicolás Moreno (Maler) (1923–2012), mexikanischer Maler und Grafiker
- Nicolás Moreno (Fußballspieler) (1928–1996), argentinischer Fußballspieler
- Nicolas Moreno de Alboran (* 1997), spanisch-US-amerikanischer Tennisspieler
- Niurka Moreno (* 1972), kubanische Judoka
- Nuria Moreno (* 1975), spanische Hockeyspielerin

### O
- Óscar Moreno (~1912–??), argentinischer Ruderer
- Osvaldo Moreno (Musiker) (1912–1988), argentinischer Tangosänger
- Osvaldo Moreno (Fußballspieler) (* 1981), paraguayischer Fußballspieler

### P
- Pablo Moreno (Fußballspieler) (* 2002), spanischer Fußballspieler
- Pablo Moreno (Musiker) (1923–1980), uruguayisch-argentinischer Tangosänger
- Pablo Moreno (Radsportler) (* 1963), spanischer Radsportler
- Pablo Moreno (Regisseur), spanischer Filmregisseur und Drehbuchautor
- Pascual Moreno (* 1972), panamaischer Fußballspieler
- Patricia Moreno (* 1988), spanische Turnerin
- Paul René Moreno (* 1962), mexikanischer Fußballspieler
- Pedro Moreno (Gouverneur), spanischer Kolonialgouverneur
- Pedro Moreno (Freiheitskämpfer) (1775–1817), mexikanischer Unabhängigkeitskämpfer
- Pedro Moreno (Kostümbildner) (* 1942), spanischer Kostümbildner
- Pedro Moreno (Spezialeffektkünstler), Spezialeffektkünstler
- Pedro Moreno (Schauspieler) (* 1980), kubanischer Schauspieler
- Pedro Moreno (Handballspieler), venezolanischer Handballspieler
- Pedro Juan Moreno Villa (1943–2006), kolumbianischer Politiker, Ingenieur und Unternehmer
- Perito Moreno (1852–1919), argentinischer Geograph und Anthropologe
- Peter Moreno (* 1965), deutscher Bauchredner

### Q
- Querubín Moreno (* 1959), kolumbianischer Leichtathlet

### R
- Rafael Moreno (* 1960), dominikanischer Tennisspieler
- Rafael Moreno Aranzadi (1892–1922), spanischer Fußballspieler, siehe Pichichi (Fußballspieler)
- Rita Moreno (* 1931), puerto-ricanische Schauspielerin
- Robeiro Moreno (* 1969), kolumbianischer Fußballspieler
- Robert Moreno (* 1977), spanischer Fußballtrainer
- Roberto Moreno (Fußballspieler), chilenischer Fußballspieler
- Roberto Moreno (Rennfahrer) (* 1959), brasilianischer Automobilrennfahrer
- Roberto Moreno (Schauspieler), Schauspieler
- Roberto Moreno (Musiker), argentinischer Bassist und Komponist
- Roberto Moreno (Produzent), Filmproduzent
- Roberto Moreno (Schiedsrichter) (* 1970), panamaischer Fußballschiedsrichter
- Roberto Moreno de los Arcos (1943–1996), mexikanischer Bibliograf und Historiker
- Rodrigo Moreno (Leichtathlet) (* 1966), kolumbianischer Geher
- Rodrigo Moreno (* 1972), argentinischer Drehbuchautor und Filmregisseur
- Rodrigo Moreno Machado (* 1991), spanisch-brasilianischer Fußballspieler, siehe Rodrigo (Fußballspieler, 1991)
- Roland Moreno (1945–2012), französischer Erfinder

### S
- Samuel Moreno Rojas (1960–2023), kolumbianischer Politiker und Rechtsanwalt
- Samuel Ramírez Moreno (1898–1951), mexikanischer Psychiater und Hochschullehrer
- Sandy Moreno (* 1967), nicaraguanischer Baseballspieler
- Santiago Moreno (Leichtathlet) (* 1964), spanischer Dreispringer
- Santiago Moreno (Fußballspieler) (* 2000), kolumbianischer Fußballspieler
- Segundo Luis Moreno (1882–1972), ecuadorianischer Komponist
- Sergi Moreno (* 1987), andorranischer Fußballspieler
- Sergio Moreno (Gewichtheber) (* 1950), nicaraguanischer Gewichtheber
- Sergio Moreno (Fußballspieler) (* 1992), panamaischer Fußballspieler
- Silvia Moreno-Garcia (* 1981), mexikanisch-kanadische Autorin, Herausgeberin, Verlegerin und Kolumnistin

### T
- Tony Moreno (* 1956), US-amerikanischer Jazzschlagzeuger
- Tressor Moreno (* 1979), kolumbianischer Fußballspieler
- Tulio Moreno (* 1986), venezolanischer Fußballschiedsrichter

### V
- Victor Moreno (* 1973), deutscher Rapper, bekannt unter dem Namen Vokalmatador
- Víctor Moreno (* 1985), venezolanischer Radrennfahrer
- Vítor Moreno (* 1980), kapverdischer Fußballspieler

### W
- Wálter Moreno (* 1978), kolumbianischer Fußballspieler
- Wilfredo Moreno (* 1976), venezolanischer Fußballspieler
- Wiston Mosquera Moreno (* 1967), kolumbianischer römisch-katholischer Geistlicher, Bischof von Quibdó

### X
- Xavier Moreno (* 1979), ecuadorianischer Geher

### Y
- Yairo Moreno (* 1995), kolumbianischer Fußballspieler
- Yipsi Moreno (* 1980), kubanische Hammerwerferin

### Z
- Zerka T. Moreno (1917–2016), US-amerikanische Psychotherapeutin
- Zión Moreno (* 1995), mexikanisch-US-amerikanische Schauspielerin
- Zully Moreno (Zulema Esther González Borbón; 1920–1999), argentinische Schauspielerin